# École nationale des ponts et chaussées
A párizsi École nationale des ponts et chaussées (École des Ponts ParisTech, École des Ponts et Chaussées) egy francia mérnöki iskola.
Daniel-Charles Trudaine 1747-ben hozta létre "École royale des ponts et chaussées" néven, a hidak és utak testének mérnökeinek képzése érdekében, ez az egyik legrégebbi és legrangosabb francia grandes écoles. Főleg mérnökképzéséről ismert, akinek diákjait és öregdiákjait „Ingénieur des Ponts et Chaussées” -nek hívják.
Általában a "Ponts et Chaussées", "les Ponts" vagy a 2008 júliusában elfogadott École des Ponts ParisTech metonímiák hivatkoznak rá.

## Híres diplomások
- Augustin Cauchy, francia matematikus
- Gaspard-Gustave de Coriolis, francia matematikus, mérnök
- Augustin-Jean Fresnel, francia fizikus
- Kubik Gyula, magyar mérnök
- Gaspard de Prony, francia mérnök, matematikus, enciklopédista
- Marie François Sadi Carnot, francia mérnök, politikus